# Джек Бріггс
Джек Бріггс (англ. Jack Briggs; 1 серпня 1920, Скенектаді, Нью-Йорк, США — 22 серпня 1998) — американський актор, третій чоловік акторки Джинджер Роджерс.
Джон Кальвін Бріггс (англ. John Calvin Briggs) народився 1 серпня 1920 року. Відомий участю у фільмах «Жанна Паризька» (1942), «Моє заборонене минуле» (1951) та «День леді» (1943).
Помер 22 серпня 1998 року.
Був третім чоловіком Джинджер Роджерс, з якою перебував у шлюбі з 16 січня 1943 по 7 вересня 1949, до розлучення.

## Вибрана фільмографія
- 1942 — Жанна Паризька